# اینواوئه ماساتسونه
اینواوئه ماساتسونه (به ژاپنی: 井上 正経 Inoue Masatsune)؛ ۱۷۲۵ – ۶ ژوئیه ۱۷۶۶) سامورایی، دایمیو و روجو در دوره ادو اهل ژاپن بود.